# Han, Eskişehir
Han là một huyện thuộc tỉnh Eskişehir, Thổ Nhĩ Kỳ. Huyện có diện tích 250 km² và dân số thời điểm năm 2007 là 2526 người, mật độ 10 người/km².